# KQED
KQED, canal virtual 9 (canal digital 30 de UHF), es una estación de televisión miembro del Servicio de Radiodifusión Pública (PBS) con licencia para San Francisco, California, Estados Unidos y que presta servicios en el Área de la Bahía de San Francisco .. La estación es propiedad de Northern California Public Broadcasting, a través de la subsidiaria KQED, Inc., junto con la estación de PBS KQEH (canal 54) yealemisora de radio,  miembro de National Public Radio  NP ,) KQED-FM (88.5). Las tres estaciones comparten estudios en la calle  Mariposa, ren el Misionn District de San Francisco, y la planta transmisora se encuentra en la Torre Sutro.
KQET (canal 25 digital virtual y UHF) en Watsonville opera como un retransmisor de tiempo completo de KQED, sirviendo al área de Monterey, Salinas y Santa Cruz. El transmisor de la televisora está ubicado en Fremont Peak, cerca de San Juan Bautista.

## Historia
KQED fue constituido gracias a dos experimentados periodistas, James Day y Jonathan Rice, el 1 de junio de 1953, aunque había salido al aire por primera vez el 5 de abril de 1954, como cuarta estación de televisión del Área de la Bahía de San Francisco, y la sexta televisora pública de Estados Unidos, debutando poco después del nacimiento de WQED de Pittsburgh, Pensilvania. Las letras de identificación de la estación, QED, se toman de la frase latina, quod erat demostrandum, (en español: «lo que se quería demostrar»), muy usada en matemáticas.
En sus primeros días, después del inicio de emisiones, KQED transmitía solo dos veces por semana durante una hora cada día. A pesar del horario tan limitado, la estación perdía dinero, lo que llevó a principios de 1955 a que su consejo de administración decidir cerrar la estación. Sin embargo, el personal consiguió que la junta mantuviera la estación en el aire y tratara de obtener los fondos necesarios del público en una forma de subasta televisada, en la que aparecían celebridades para subastar bienes y servicios donados a la estación. Si bien la estación aún se quedó un poco corta, demostró que al público le importaba mantener KQED en el aire. Desde entonces, la subasta se convirtió en una herramienta de recaudación de fondos para muchas estaciones de televisión pública, aunque su uso disminuyó en los últimos años, en favor de un mayor uso de las campañas de donación  que se realizan en cualquier momento del año.
Uno de los primeros programas producidos por KQED fue World Press, un resumen semanal de una hora de noticias internacionales, analizadas por un panel de analistas políticos, el cual se estrenó en 1963. Los miembros del panel, que eran analistas de ciencias políticas especializados en un área específica del mundo, junto a invitados de los periódicos, en un formato de mesa redonda.

A principios de la década de 1990, cuando el estado de California reintrodujo la pena de muerte, la organización KQED libró una batalla legal por el derecho a televisar la ejecución de Robert Alton Harris en la prisión estatal de San Quentin. La decisión de adelantar la grabación en video de las ejecuciones fue controvertida entre quienes estaban en ambos lados del debate sobre la pena capital.

## Televisión digital

### Canales digitales
Las señales digitales de las estaciones están multiplexados así:
| Canal      | Vídeo | Aspecto | Nombre corto de PSIP  | Programación                               |
| ---------- | ----- | ------- | --------------------- | ------------------------------------------ |
| 9.1 / 25.1 | 1080i | 16: 9   | KQED-HD </br> KQET-HD | Programación principal / PBS               |
| 9.2 / 25.2 | 1080i | 16: 9   | KQED + HD             | Transmisión simultánea de KQEH (KQED Plus) |
| 9,3 / 25,3 | 480i  | 16: 9   | MUNDO                 | KQED World                                 |
| 9,4 / 25,4 | 480i  | 16: 9   | NIÑOS                 | KQED Kids                                  |

Todos los canales están disponibles en Comcast; AT&T U-verse los cuales ofrecen KQED y KQEH, pero no KQED World. El 15 de diciembre de 2017, el subcanal KQED Life (transmitido por KQEH) salió del aire permanentemente, y su programación se trasladó a los canales principales de KQEH y KQED.

## Programación
La programación típica entre semana en KQED está dominada por la programación infantil de 6 a 14:30, con noticias y programas de variedades entre las 14:30 y las 19. En el prime time se transmiten, principalmente, programas producidos por PBS. Los sábados, durante el día se emiten varios programas de cocina y algunos programas locales, con películas o programación especial en la noche. Los domingos, la programación infantil se transmite durante la mañana, con reposiciones de programas populares durante el día y el horario central. Es una de las estaciones de PBS más vistas del país.

Entre las producciones de televisión de KQED dignas de mención se incluyen la primera entrega de la miniserie Tales of the City de Armistead Maupin, Tongues Untied by Marlon Riggs, Film School Shorts, International Animation Festival presentado por Jean Marsh y una serie de programas centrados en los barrios históricos de San Francisco., como The Castro y el distrito de Fillmore . La mayoría de las presentaciones nacionales de KQED San Francisco son distribuidas por American Public Television . Las producciones en curso incluyen Check, Please! Bay Area, Spark, esta semana en el norte de California y QUEST .

### Programación infantil
El Club de los Raggs (Raggs) fue un programa para niños producido por KQED para American Public Television y PBS Kids Go!, para que fuera distribuido a las estaciones de televisión públicas. Raggs primero se comercializó en prueba para diez estaciones de televisión pública, incluidos KQED y sus socios, antes de lanzarse a nivel nacional en 2008. El 11 de mayo de 2009, PBS anunció que la estación coproduciría otro programa,  El gato ensombrerado viaja por todos lados, para su transmisión en PBS.